# Olga Kaliturina
Olga Viktorovna Kaliturina (ryska: Ольга Викторовна Калитурина), född den 9 mars 1976, är en rysk före detta friidrottare som tävlade i höjdhopp.
Kaliturina deltog vid VM 1997 i Aten där hon slutade på en andra plats med ett hopp på 1,96. Under inomhus-EM 2000 slutade hon trea efter att ha klarat 1,96. Samma placering nådde hon vid EM i München 2002 då hon klarade 1,89.
Hennes sista mästerskapsturnering blev VM 2003 där hon slutade elva efter att ha klarat 1,90.

## Personligt rekord
- Höjdhopp - 1,98